# Esteban Tuero
Esteban Tuero,  argentinski dirkač Formule 1, * 22. april 1978, Buenos Aires, Argentina.
Esteban Tuero je upokojeni argentinski dirkač Formule 1. Debitiral je v sezoni 1998, ko je z nekonkurenčnim Minardijem M198 ob kar dvanajstih odstopih, kot najboljšo uvrstitev dosegel osmo mesto na četrti dirki sezone za Veliko nagrado San Marina. Kljub temu, da je veljal za mladega in nadarjenega dirkača, se je na presenečenje mnogih in v še vedno nepojasnjenih okoliščinah, po koncu svoje prve sezone upokojil kot dirkač Formule 1.

## Popolni rezultati Formule 1
(legenda) (odebeljene dirke pomenijo najboljši štartni položaj, poševne pa najhitrejši krog, †-uvrščen kljub odstopu)
| Leto | Moštvo  | Šasija       | Motor | 1       | 2       | 3       | 4     | 5      | 6       | 7       | 8       | 9      | 10      | 11     | 12      | 13      | 14     | 15      | 16      | Prv | Toč |
| ---- | ------- | ------------ | ----- | ------- | ------- | ------- | ----- | ------ | ------- | ------- | ------- | ------ | ------- | ------ | ------- | ------- | ------ | ------- | ------- | --- | --- |
| 1998 | Minardi | Minardi M198 | Ford  | AVS Ret | BRA Ret | ARG Ret | SMR 8 | ŠPA 15 | MON Ret | KAN Ret | FRA Ret | VB Ret | AVT Ret | NEM 16 | MAD Ret | BEL Ret | ITA 11 | LUK Ret | JAP Ret | -   | 0   |